# Grande Prêmio dos Países Baixos de 2015 (MotoGP)
O Grande Prêmio da MotoGP dos Países Baixos de 2015 ocorreu em 27 de junho.

## Resultados

### Classificação MotoGP
| Pos | Piloto           | Equipe                      | Moto           | Tempo     | Pontos |
| --- | ---------------- | --------------------------- | -------------- | --------- | ------ |
| 1   | Valentino Rossi  | Movistar Yamaha MotoGP      | Yamaha         | 40'54.037 | 25     |
| 2   | Marc Marquez     | Repsol Honda Team           | Honda          | +1.242    | 20     |
| 3   | Jorge Lorenzo    | Movistar Yamaha MotoGP      | Yamaha         | +14.576   | 16     |
| 4   | Andrea Iannone   | Ducati Team                 | Ducati         | +19.109   | 13     |
| 5   | Pol Espargaro    | Monster Yamaha Tech 3       | Yamaha         | +24.268   | 11     |
| 6   | Cal Crutchlow    | CWM LCR Honda               | Honda          | +24.373   | 10     |
| 7   | Bradley Smith    | Monster Yamaha Tech 3       | Yamaha         | +24.442   | 9      |
| 8   | Dani Pedrosa     | Repsol Honda Team           | Honda          | +24.656   | 8      |
| 9   | Aleix Espargaro  | Team SUZUKI ECSTAR          | Suzuki         | +26.725   | 7      |
| 10  | Maverick Viñales | Team SUZUKI ECSTAR          | Suzuki         | +27.238   | 6      |
| 11  | Danilo Petrucci  | Octo Pramac Racing          | Ducati         | +29.038   | 5      |
| 12  | Andrea Dovizioso | Ducati Team                 | Ducati         | +29.418   | 4      |
| 13  | Scott Redding    | EG 0,0 Marc VDS             | Honda          | +46.663   | 3      |
| 14  | Yonny Hernandez  | Octo Pramac Racing          | Ducati         | +49.305   | 2      |
| 15  | Loris Baz        | Athinà Forward Racing       | Yamaha Forward | +52.396   | 1      |
| 16  | Nicky Hayden     | Aspar MotoGP Team           | Honda          | +56.005   | 0      |
| 17  | Alvaro Bautista  | Aprilia Racing Team Gresini | Aprilia        | +59.857   | 0      |
| 18  | Mike Di Meglio   | Avintia Racing              | Ducati         | +1'14.513 | 0      |
| 19  | Marco Melandri   | Aprilia Racing Team Gresini | Aprilia        | 1 volta   | 0      |

### Classificação Moto2
| Pos | Piloto              | Equipe                         | Moto     | Tempo     | Pontos |
| --- | ------------------- | ------------------------------ | -------- | --------- | ------ |
| 1   | Johann Zarco        | Ajo Motorsport                 | Kalex    | 26'13.410 | 25     |
| 2   | Tito Rabat          | EG 0,0 Marc VDS                | Kalex    | +0.757    | 20     |
| 3   | Sam Lowes           | Speed Up Racing                | Speed Up | +2.080    | 16     |
| 4   | Alex Rins           | Paginas Amarillas HP 40        | Kalex    | +3.738    | 13     |
| 5   | Thomas Luthi        | Derendinger Racing Interwetten | Kalex    | +4.530    | 11     |
| 6   | Xavier Simeon       | Federal Oil Gresini Moto2      | Kalex    | +5.045    | 10     |
| 7   | Jonas Folger        | AGR Team                       | Kalex    | +6.140    | 9      |
| 8   | Mika Kallio         | Italtrans Racing Team          | Kalex    | +8.105    | 8      |
| 9   | Alex Marquez        | EG 0,0 Marc VDS                | Kalex    | +8.376    | 7      |
| 10  | Simone Corsi        | Athinà Forward Racing          | Kalex    | +9.670    | 6      |
| 11  | Julian Simon        | QMMF Racing Team               | Speed Up | +11.749   | 5      |
| 12  | Dominique Aegerter  | Technomag Racing Interwetten   | Kalex    | +17.537   | 4      |
| 13  | Takaaki Nakagami    | IDEMITSU Honda Team Asia       | Kalex    | +18.104   | 3      |
| 14  | Randy Krummenacher  | JIR Racing Team                | Kalex    | +20.468   | 2      |
| 15  | Hafizh Syahrin      | Petronas Raceline Malaysia     | Kalex    | +20.894   | 1      |
| 16  | Azlan Shah          | IDEMITSU Honda Team Asia       | Kalex    | +22.405   | 0      |
| 17  | Sandro Cortese      | Dynavolt Intact GP             | Kalex    | +22.930   | 0      |
| 18  | Marcel Schrotter    | Tech 3                         | Tech 3   | +25.663   | 0      |
| 19  | Franco Morbidelli   | Italtrans Racing Team          | Kalex    | +30.931   | 0      |
| 20  | Robin Mulhauser     | Technomag Racing Interwetten   | Kalex    | +35.014   | 0      |
| 21  | Jesko Raffin        | sports-millions-EMWE-SAG       | Kalex    | +35.289   | 0      |
| 22  | Axel Pons           | AGR Team                       | Kalex    | +44.794   | 0      |
| 23  | Thitipong Warokorn  | APH PTT The Pizza SAG          | Kalex    | +47.633   | 0      |
| 24  | Ratthapark Wilairot | JPMoto Malaysia                | Suter    | +54.049   | 0      |
| 25  | Jasper Iwema        | Abbink GP                      | Speed Up | +1'10.079 | 0      |

### Classificação Moto3
| Pos | Piloto             | Equipe                    | Moto      | Tempo     | Pontos |
| --- | ------------------ | ------------------------- | --------- | --------- | ------ |
| 1   | Miguel Oliveira    | Red Bull KTM Ajo          | KTM       | 37'54.427 | 25     |
| 2   | Fabio Quartararo   | Estrella Galicia 0,0      | Honda     | +0.066    | 20     |
| 3   | Danny Kent         | Leopard Racing            | Honda     | +0.117    | 16     |
| 4   | Jorge Navarro      | Estrella Galicia 0,0      | Honda     | +0.179    | 13     |
| 5   | Romano Fenati      | SKY Racing Team VR46      | KTM       | +0.252    | 11     |
| 6   | Enea Bastianini    | Gresini Racing Team Moto3 | Honda     | +0.526    | 10     |
| 7   | Brad Binder        | Red Bull KTM Ajo          | KTM       | +0.540    | 9      |
| 8   | Karel Hanika       | Red Bull KTM Ajo          | KTM       | +21.406   | 8      |
| 9   | Niccolò Antonelli  | Ongetta-Rivacold          | Honda     | +21.472   | 7      |
| 10  | John Mcphee        | SAXOPRINT RTG             | Honda     | +21.663   | 6      |
| 11  | Francesco Bagnaia  | MAPFRE Team MAHINDRA      | Mahindra  | +21.693   | 5      |
| 12  | Andrea Migno       | SKY Racing Team VR46      | KTM       | +21.723   | 4      |
| 13  | Livio Loi          | RW Racing GP              | Honda     | +22.024   | 3      |
| 14  | Hiroki Ono         | Leopard Racing            | Honda     | +22.204   | 2      |
| 15  | Philipp Oettl      | Schedl GP Racing          | KTM       | +22.596   | 1      |
| 16  | Jules Danilo       | Ongetta-Rivacold          | Honda     | +22.666   | 0      |
| 17  | Niklas Ajo         | RBA Racing Team           | KTM       | +25.494   | 0      |
| 18  | Jorge Martin       | MAPFRE Team MAHINDRA      | Mahindra  | +27.271   | 0      |
| 19  | Darryn Binder      | Outox Reset Drink Team    | Mahindra  | +27.386   | 0      |
| 20  | Jakub Kornfeil     | Drive M7 SIC              | KTM       | +33.963   | 0      |
| 21  | Alessandro Tonucci | Outox Reset Drink Team    | Mahindra  | +34.768   | 0      |
| 22  | Stefano Manzi      | San Carlo Team Italia     | Mahindra  | +38.741   | 0      |
| 23  | Ana Carrasco       | RBA Racing Team           | KTM       | +51.803   | 0      |
| 24  | Matteo Ferrari     | San Carlo Team Italia     | Mahindra  | +52.214   | 0      |
| 25  | Gabriel Rodrigo    | RBA Racing Team           | KTM       | +53.616   | 0      |
| 26  | Remy Gardner       | CIP                       | Mahindra  | +1'38.917 | 0      |
| 27  | Jorel Boerboom     | FPW Racing                | Kalex KTM | 1 volta   | 0      |
| 28  | Kevin Hanus        | Team Hanusch              | Honda     | 1 volta   | 0      |